# Arte decorativo de camiones

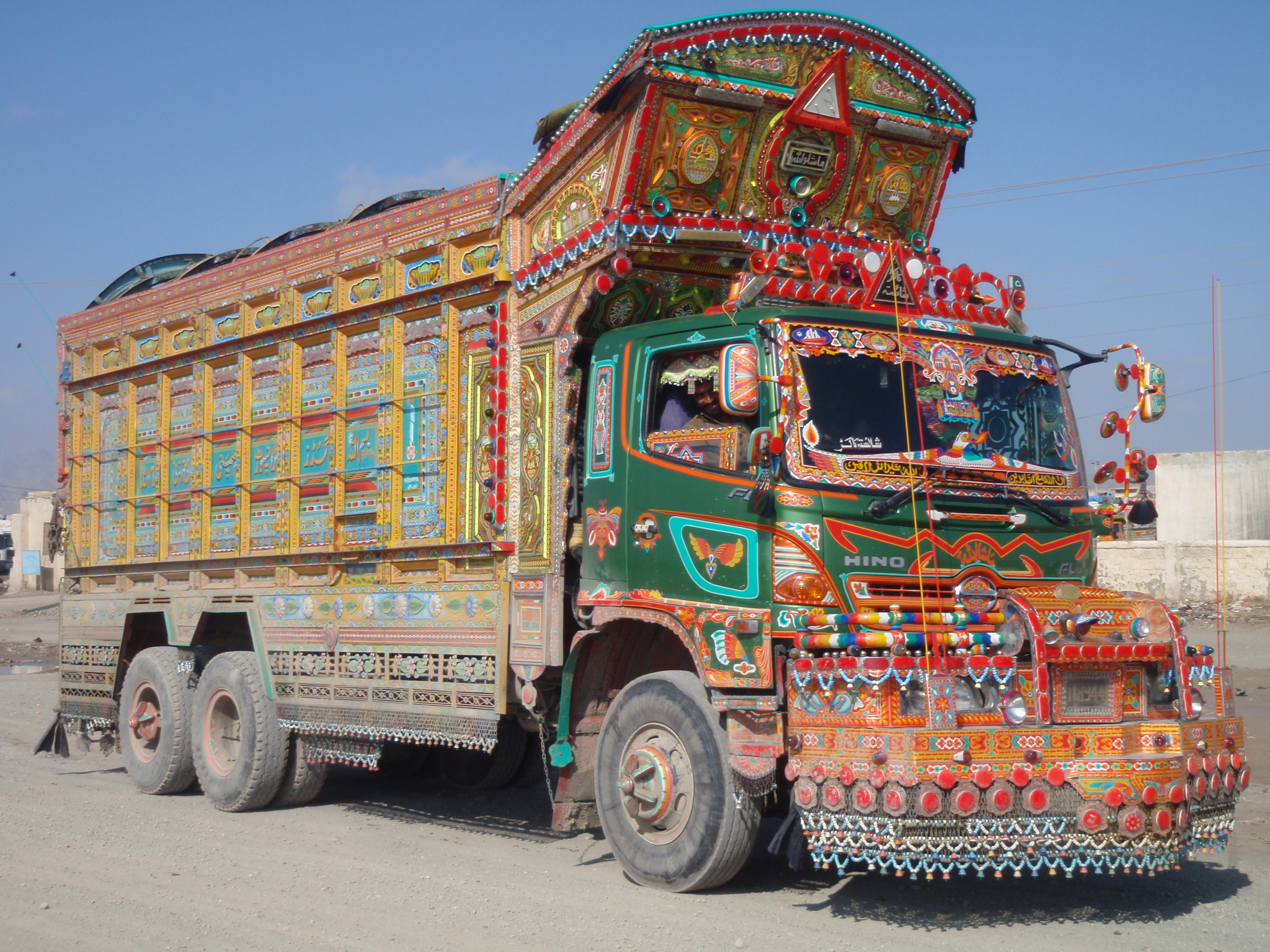
Un camión decorado típico de Pakistán; La mayoría de los camiones paquistaníes tienen un techo ampliado para aumentar el espacio de decoración.

El arte decorativo de camiones es una forma popular de decoración regional típica del sur de Asia, con camiones decorados con elaborados motivos florales, islámicos, picos cubiertos de nieve del Himalaya y caligrafía. Es especialmente popular en Pakistán y la India.

## Práctica
Muchos camiones y autobuses están altamente personalizados y decorados por sus propietarios. La decoración exterior del camión puede costar miles de dólares. La decoración suele contener elementos que recuerdan a los camioneros su hogar, ya que pueden estar fuera de casa durante meses. El arte es un modo de expresión para los camioneros. La decoración puede incluir cambios estructurales, pinturas, caligrafía y decoración ornamental, como espejos en la parte delantera y trasera de los vehículos y tallas de madera en las puertas de los camiones. También son comunes las representaciones de diversas escenas históricas y versos poéticos. El equipamiento suele realizarse en un taller de autocares. A menudo cuelgan cadenas y colgantes del parachoques delantero.
En la India, se ven con frecuencia motivos que representan águilas, cometas, vacas acariciando a un ternero y nazar battu, y frases como «Horn OK Please», «Blow Horn» y «Use Dipper at Night». También son comunes la iconografía religiosa, la poesía y los logotipos políticos.

### Artistas
Uno de los artistas de camiones más destacados es Haider Ali. Formado por su padre desde su juventud, llamó la atención internacional por primera vez en 2002 cuando pintó un camión paquistaní como parte del Festival Smithsonian Folklife. Nafees Ahmad Khan, un artista de camiones de Indore, es muy conocido en toda la India y lleva más de treinta y dos años diseñando un camión cada día. Syed Phool Badshah, también conocido como Phool ji, es un conocido artista de camiones que es mejor conocido por su estilo único de hacer Bellas Artes con el arte de camiones.

### Estilos regionales

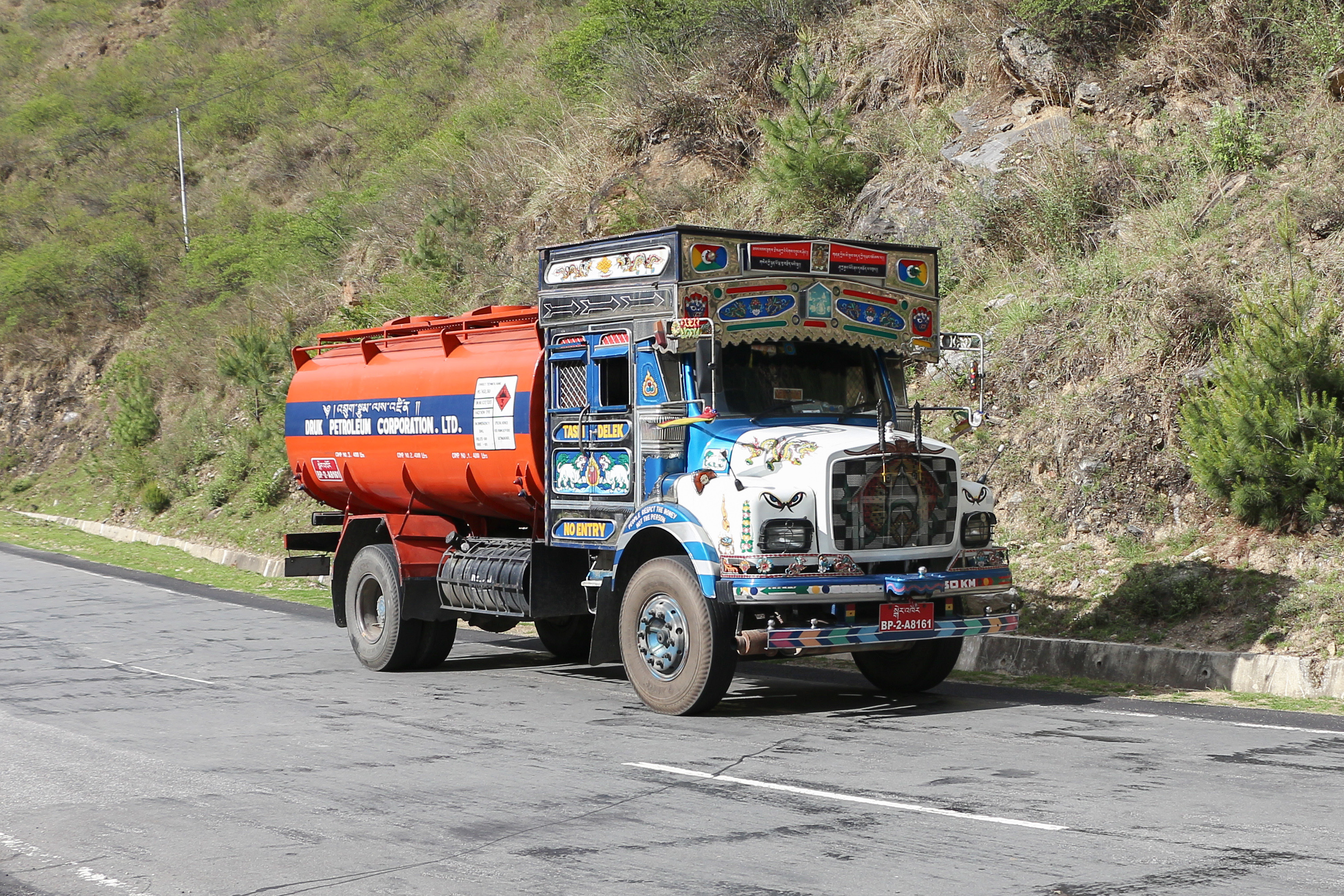
Un camión cisterna en Bután con símbolos budistas tibetanos como el león de las nieves utilizado como decoración

En Pakistán, Karachi es un importante centro urbano para el arte de los camiones, aunque hay otros centros en Rawalpindi, Swat, Peshawar, Quetta y Lahore. Los camiones de Baluchistán y Peshawar suelen estar adornados con madera, mientras que los camiones de Rawalpindi e Islamabad suelen tener trabajos de plástico. La ornamentación de huesos de camello y el predominio de los colores rojos se ven comúnmente en los camiones decorados en Sind.
En India, el artista Tilak Raj Dhir, radicado en Delhi, afirma que los eslóganes que añade a su arte sobre camiones, que prevalece en toda la Región de la Capital Nacional, a menudo cambian con la atmósfera sociopolítica. El estado de Punyab es considerado un importante centro de arte de camiones en la India, con un estilo distintivo y artistas expertos. La poesía se ve comúnmente en el arte de los camiones en todo el norte de la India, y particularmente en el estado de Uttar Pradesh. El arte de los camiones en hindi y urdu a veces se llama «Phool Patti».

## Influencia

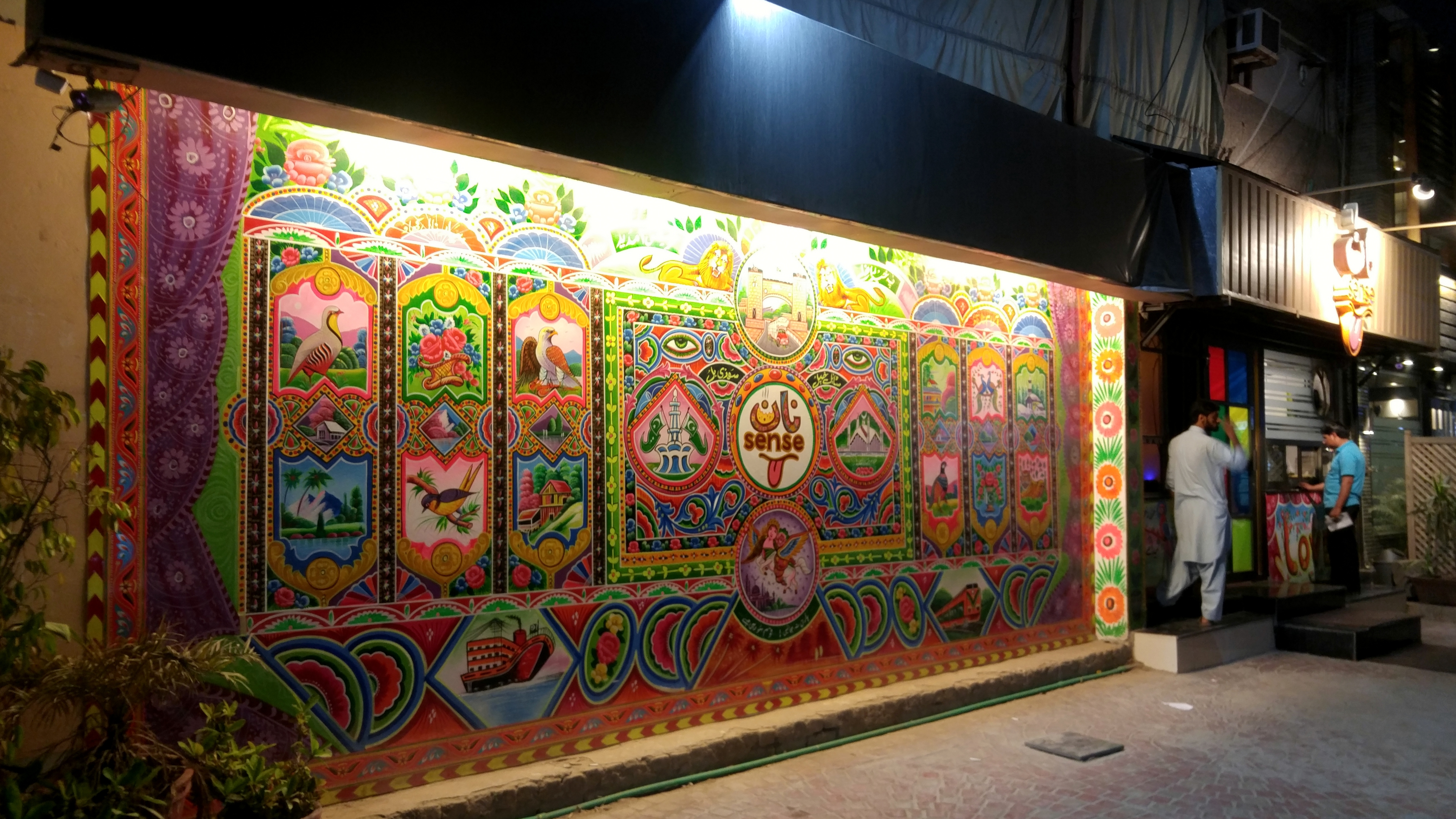
El arte del camión decora la fachada de un negocio en Peshawar (Pakistán).

El arte decorativo de camiones se ha extendido más allá de la decoración y ornamentación de los camiones hacia otras formas y medios.

### Coches
Aunque los automóviles no tradicionalmente no se decoran en el sur de Asia, hay ejemplos de automóviles adornados con un estilo artístico parecido al de los camiones. En 2009, el Foxy Shahzadi, un VW Beetle de 1974 decorado con el estilo artístico de un camión, viajó desde Pakistán a Francia en un viaje de 25 días. En la ciudad india de Bombay, algunos conductores decoran sus taxis con este particular estilo artístico.

### Diseño
Los colores vivos de los camiones paquistaníes han inspirado a algunos diseñadores de moda. La empresa de moda italiana Dolce & Gabbana utilizó exhibiciones inspiradas en el arte de camiones en una campaña de 2015. Aunque se usa con más frecuencia en la moda femenina, algunas prendas masculinas se han inspirado en este tipo de arte. Además de la ropa, algunas empresas también han incorporado este arte en el diseño de zapatos.

## Origen del "camión cascabeleo"
El término inglés «jingle truck» (camión cascabeleo) es una jerga militar acuñada por las tropas estadounidenses que servían en Afganistán, aunque también puede remontarse al período colonial británico. El término surgió debido al tintineo que hacen los camiones debido a las cadenas y colgantes que cuelgan de los parachoques de los vehículos.